# Belemia fucsioides
Belemia fucsioides é uma espécie de  planta do gênero Belemia e da família Nyctaginaceae.

## Taxonomia
A espécie foi descrita em 1981 por João Murça Pires.

## Forma de vida
É uma espécie terrícola e trepadeira.

## Descrição
Arbusto escandente com tubérculos presentes. Possui ramos cilíndricos, glabros. Suas folhas são alternas, com pecíolos volúveis e por vezes muito alongados, base obtusa a rotundada, ápice acuminado, margem inteira, face inferior com nervuras principais proeminentes e as secundárias evidentes, face superior brilhante, com nervura principal imersa. Suas flores são solitárias, raramente cimeiras bífidas ou trífidas, bractéolas ausentes, perianto tubuloso, com constrição acima do ovário, lacínios conados e pregueados, 12 estames com filetes tão longos quanto o perianto, anteras oblongas, quadriloculares, estigma exserto, globoso. O fruto antocárpico, coriáceo, fusiforme, estriado. 

## Conservação
A espécie faz parte da Lista Vermelha das espécies ameaçadas do estado do Espírito Santo, no sudeste do Brasil. A lista foi publicada em 13 de junho de 2005 por intermédio do decreto estadual nº 1.499-R.

## Distribuição
A espécie é endêmica do Brasil e encontrada nos estados brasileiros de Espírito Santo e Minas Gerais.
A espécie é encontrada no domínio fitogeográfico de Mata Atlântica, em regiões com vegetação de floresta estacional semidecidual.